# آنوک گرینبرگ

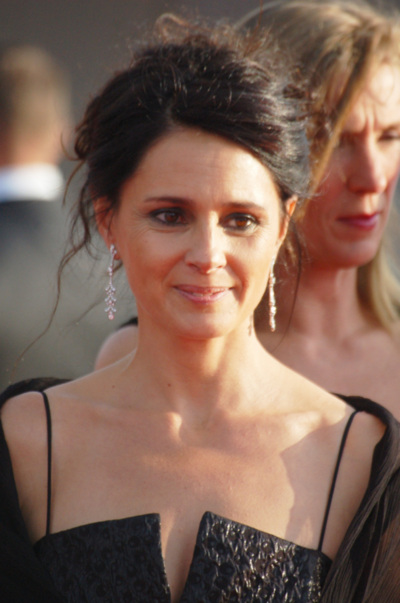

آنوک گرینبرگ (فرانسوی: Anouk Grinberg‎؛ زادهٔ ۲۰ مارس ۱۹۶۳) هنرپیشه اهل فرانسه است.

## گزیده فیلمشناسی
از فیلم‌هایش می‌توان آثار زیر را نام برد:
| سال  | عنوان                      | نقش          | کارگردان        | توضیحات                                                                       |
| ---- | -------------------------- | ------------ | --------------- | ----------------------------------------------------------------------------- |
| ۱۹۹۱ | دیگر صدای گیتار را نمی‌شنوم | Adrienne     | فیلیپ گارل      |                                                                               |
| ۱۹۹۳ | ۱، ۲، ۳، خورشید            | Victorine    | برتران بلیه (۲) | نامزدی - جایزه سزار بهترین بازیگر نقش اول زن                                  |
| ۱۹۹۶ | مرد من (فیلم ۱۹۹۶)         | Marie Abarth | برتران بلیه (۳) | خرس نقره‌ای برای بهترین بازیگر زن نامزدی - جایزه سزار بهترین بازیگر نقش اول زن |
| ۱۹۹۶ | قهرمان خودساخته            | Servane      | ژاک اودیار      |                                                                               |
| ۲۰۲۱ | فریب                       |              |                 |                                                                               |

## جوایز
- خرس نقره‌ای برای بهترین بازیگر زن به خاطر بازی در فیلم مرد من (۱۹۹۶)